# 淡路大磯アート山・大石可久也美術館
淡路大磯アート山 大石可久也美術館（あわじおおいそアートやま おおいしかくやびじゅつかん）は兵庫県淡路市にある美術館。

## 概要
淡路島東浦町（現淡路市）出身の洋画家大石可久也の大石鉦子の個人美術館。 特定非営利活動法人「淡路大磯アート山を創る会」が運営している。
淡路夢舞台に隣接する楠本の山の中腹に2003年10月にメインギャラリーが完成し、2004年に開館した。開館まで、地元のアーティストや大石を慕う同士達で「アート村」の製作に取り掛かる。印象深い石造りの建物は、地元アーティストの鈴木学の作品によるものである。眼下に海を望むこの山全体を芸術空間にするという大石夫妻の構想を実現するため、整備が続けられている。

## 施設

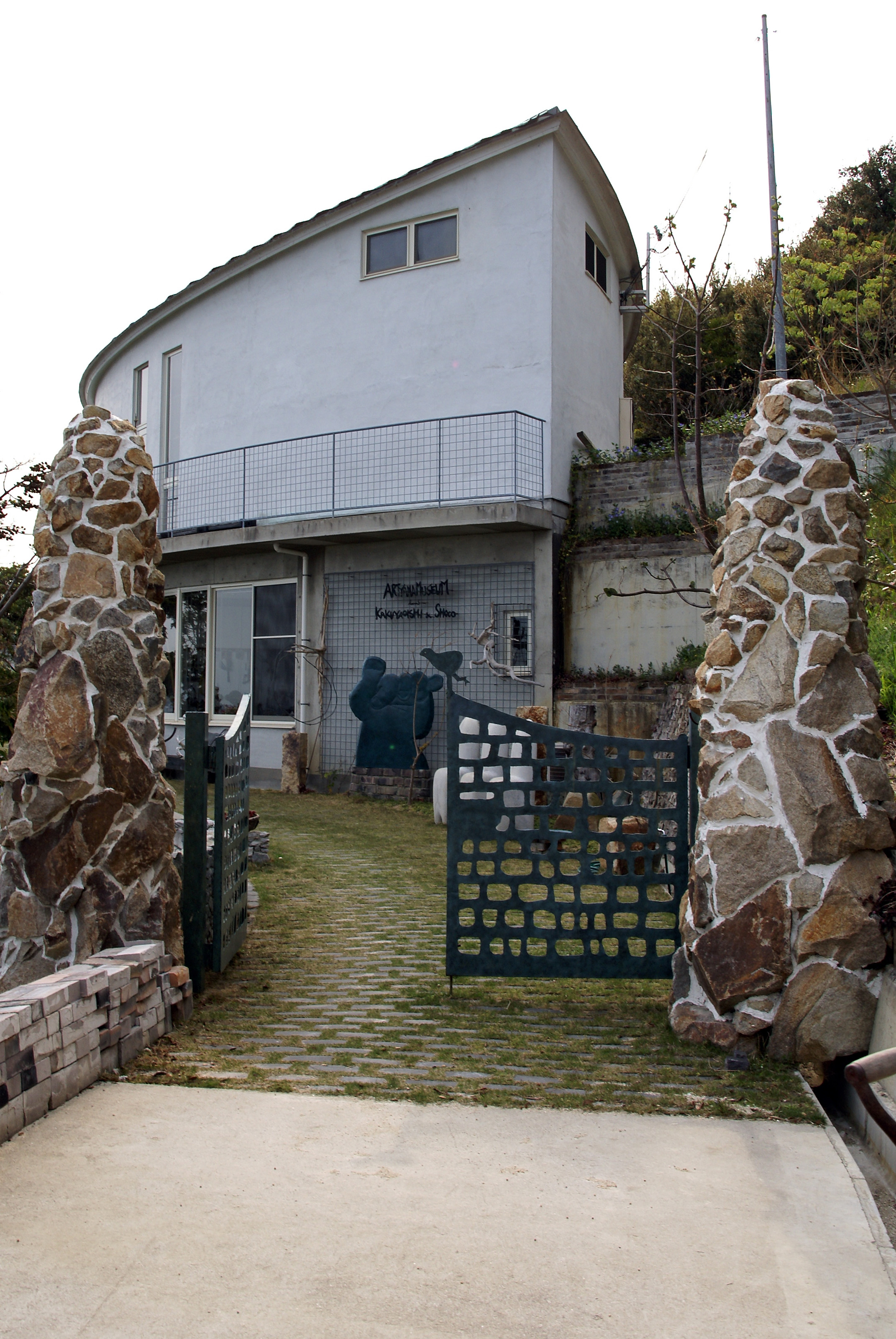
メインギャラリー

- メインギャラリー - 帆船をイメージしたデザイン、2階が大石可久也作品展示会場
- イーストギャラリー - 大石鉦子作品展示室会場
- YOU歩道 - 自然の素材で作られたオブジェで飾られる遊歩道
- 美の女神の塔（高さ5.5m）
- 木舟・縄文小屋

## 利用情報
- 開館時間 - 10時-17時
- 休館日 - 月曜日（祝日の場合は翌日）
- 所在地 - 〒656-2301 兵庫県淡路市楠本2159番地

## 交通アクセス
- 三ノ宮からJRバス大磯号で45分、「淡路夢舞台前」下車、徒歩6分

## 周辺情報
- 淡路夢舞台
  - 兵庫県立淡路夢舞台温室あわじグリーン館
  - 兵庫県立淡路夢舞台国際会議場
- 国営明石海峡公園